# Alien Siege
Pour plus de détails, voir Fiche technique et Distribution.
Alien Siege est un film d'action et de science-fiction américain de 2018, écrit par Mark Atkins et Christian Butcher, et réalisé par Rob Pallatina. Il met en vedettes Ari Hader, Matthew Pohlkamp et Christina Licciardi. Il a été produit par The Asylum.

## Synopsis
Un vaisseau spatial extraterrestre apparaît au-dessus de Washington. Le président des États-Unis s’échappe en hélicoptère, mais celui-ci s’écrase à proximité d’une petite ville du Connecticut. Une unité de soldats extraterrestres part à la recherche du président et du mystérieux appareil qu’il porte. Les habitants doivent les combattre.

## Distribution
- Ari Hader : colonel Smith
- Matthew Pohlkamp : Patrick Bennett
- Christina Licciardi : Rachel Bennett
- Brandon Johnston : Luke Bennett
- Terry Woodberry : président Draper
- Betsy McKinley : Paige
- Caroline Harris : lieutenant Jones
- Ryan Patrick Shanahan : général Murphy
- Michael Love : Ryan
- Scotch Hopkins : soldat extraterrestre
- Devin Reeves : soldat extraterrestre
- Larry Layfield : soldat extraterrestre
- James Sunshine : soldat extraterrestre

## Accueil

### Réception critique
Le film obtient un score d’audience de 20% sur Rotten Tomatoes.